# Liste des évêques d'Albenga

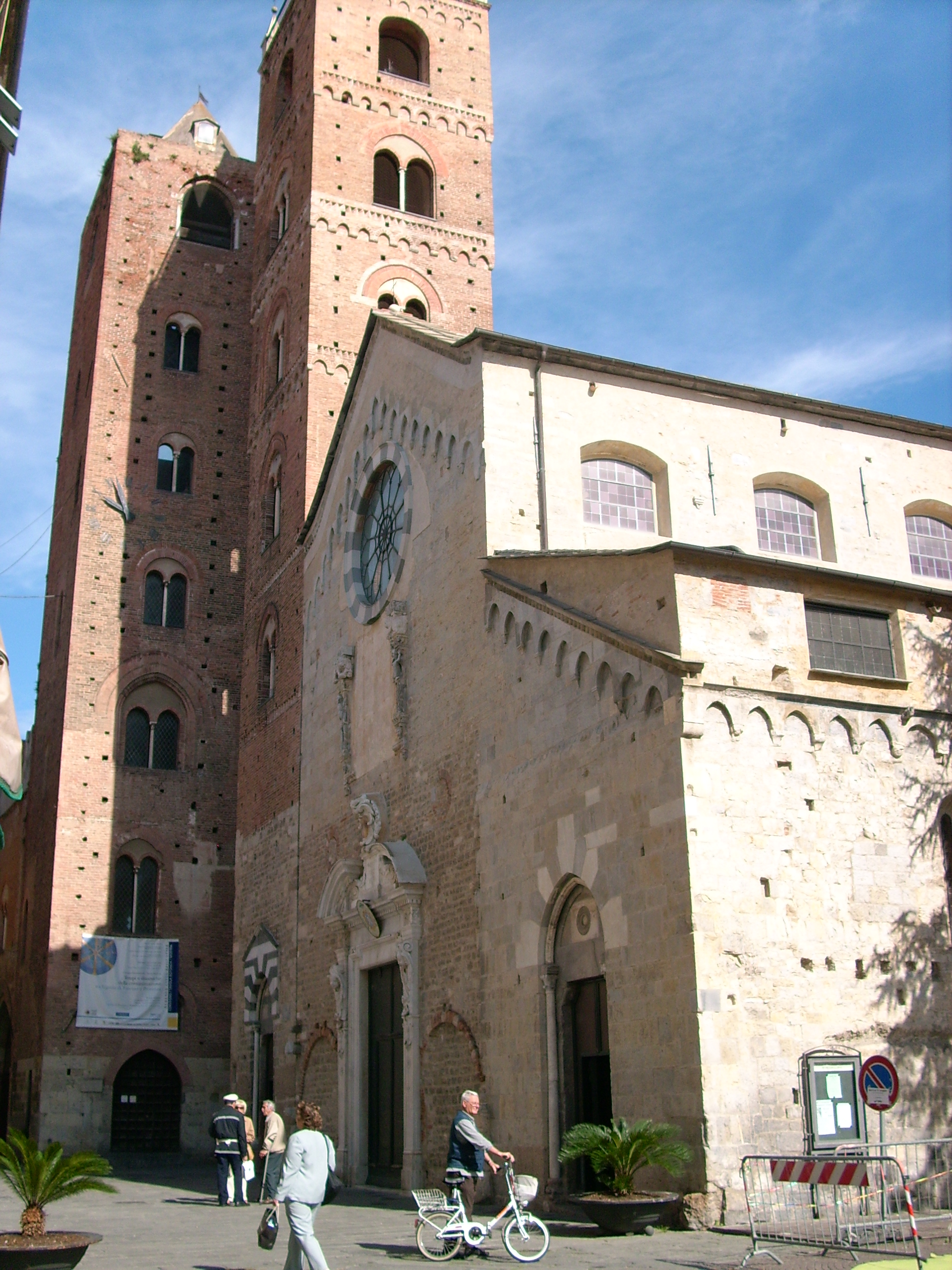
La cathédrale d'Albenga.

La liste des évêques d'Albenga recense les noms des évêques qui se sont succédé sur le siège épiscopal italien d'Albenga, en Ligurie, depuis la fondation du diocèse d'Albenga au Ve siècle. Le diocèse change de nom le 1er décembre 1973 pour devenir  diocèse d'Albenga-Imperia. Il est suffragant de l'archidiocèse de Gênes.

## Évêques
- Quint † (451)
- Honoré † (585)
- Bon † (680)
- Saint Benoît (it) de Taggia † (885 - 16 février 900)
- Ingo † (940)
- Érembert † (1046)
- Dieudonné, O.Carth. † (1075 - 1098 ?)
- Aldebert † (1105 - 2 décembre 1124)
- Otton † (1125 -  1142)
- Trucco Ier † (?)
- Boniface Ier † (?)
- Èdouard † (1150 - 1155)
- Robert † (1159)
- Lanterio Ier † (1171 - 1179)
- Alexandre † (1180)
- Alnardo † (1189 - 1198)
- Ibaldo Fieschi † (1198 - 1198 ou 1199)
- Trucco II † (1199)
- Obert Ier † (1205 - 1er octobre 1211)
- Henri † (1213)
- Obert II † (1217 -  1225)
- Simon Ier † (1230 - 1231)
- Boniface II † (?)
- Sinibaldo Fieschi † (1235 - 1238), futur pape Innocent IV
- Simon II † (1238 - ?)
- Imperiale Doria † (?)
- Lanterio II † (1250 - 1255 ?)
- Lanfranco Negri, O.F.M. † (1255 -  1289)
- Nicolò Vaschino, O.F.M. † (1290 - 1302)
- Emanuele Spinola †  1306 - 1320)
- Jean, O.F.M. † (1320 - 1328)
- Frédéric de Ceva † (1330 - 1349)
- Jean de  Ceva † (12 mars 1349 - 15 septembre 1364)
- Giovanni Fieschi † (15 septembre 1364 - 1390)
- Gilberto Fieschi † (1390 - ?)
- Antonio di Ponte † (10 juillet 1419 - 1429)
- Matteo Del Carretto † (10 février 1429 - 1448) 
  - Giorgio Fieschi † (31 juillet 1448 - 21 décembre 1459) (administrateur apostolique)
  - Napoleone Fieschi † (21 décembre 1459 - 1466) (administrateur apostolique)
- Valerio Calderina † (5 novembre 1466 - janvier 1472)
- Girolamo Basso della Rovere † (14 février 1472 - 5 octobre 1476)
- Leonardo Marchesi † (5 octobre 1476 - 31 juillet 1513)
  - Bandinello Sauli † (5 août 1513 - 19 novembre 1517) (administrateur apostolique)
  - Giulio de' Medici † (19 novembre 1517 - 5 mai 1518 dimesso) (administrateur apostolique)
- Giangiacomo di Gambarana † (5 mai 1518 - 1538)
  - Girolamo Grimaldi † (15 novembre 1538 - 27 novembre 1543) (administrateur apostolique)
  - Giovanni Battista Cicala † (27 novembre 1543 - 30 mars 1554) (administrateur apostolique)
- Carlo Cicala † (30 mars 1554 - 1572)
- Carlo Grimaldi † (26 novembre 1572 - 1581)
  - Orazio Malaspina † (8 janvier 1582 - 1582)
- Luca Fieschi † (28 mars 1582 - 1610)
- Domenico de' Marini † (1610 - 1616)
- Vincenzo Landinelli † (3 août 1616 - 1624)
- Pier Francesco Costa † (29 novembre 1624 - 1653)
- Francesco de' Marini † (11 août 1655 - 29 mars 1666)
- Giovanni Tommaso Pinelli, C.R. † (29 mars 1666 - 1688)
- Alberto Blotto, O.Carm. † (24 janvier 1689 - novembre 1689)
- Giorgio Spinola † (1691 - septembre 1714)
- Carlo Maria Giuseppe de Fornari † (15 novembre 1714 - 11 décembre 1730)
- Agostino Rivarola † (11 décembre 1730 - 1745)
- Costantino Serra, C.R.S. † (9 mars 1746 - 23 décembre 1763)
- Giuseppe Francesco Maria della Torre † (11 mai 1764 - 9 février 1779)
- Stefano Giustiniani † (12 juillet 1779 - 1791)
- Paolo Maggiolo † (26 septembre 1791 - 7 août 1802)
- Angelo Vincenzo Andrea Maria Dania, O.P. † (20 décembre 1802 - 6 septembre 1820)
- Carmelo Cordiviola † (2 octobre 1820 - 29 août 1827)
- Vincenzo-Tommaso Piratoni, O.P. † (24 février 1832 - 23 octobre 1839)
- Raffaele Biale † (27 avril 1840 - 1er avril 1870)
- Pietro Anacleto Siboni † (27 octobre 1871 - ?)
- Gaetano Alimonda † (21 septembre 1877 - 12 mai 1879)
- Filippo Allegro † (12 mai 1879 - 1911)
- Giosuè Cattarossi † (11 avril 1911 - 21 novembre 1913)
  - Celso Pacifico Carletti † (25 août 1914 -  12 octobre 1914)
- Angelo Cambiaso † (22 janvier 1915 - 6 janvier 1946)
- Raffaele De Giuli † (18 février 1946 - 18 avril 1963)
- Gilberto Baroni (it) † (30 mai 1963 - 27 mars 1965)
- Alessandro Piazza † (18 mai 1965 - 6 octobre 1990)
- Mario Oliveri (6 octobre 1990 - 1er septembre 2016 )
- Guglielmo Borghetti (it) : depuis le 1er septembre 2016

## Sources et références
- (en) Fiche du diocèse sur catholic-hierarchy.org